# Romualdo Trigona di Sant'Elia
Romualdo Trigona di Napoli, conte dei principi di Sant'Elia (Palermo, 9 gennaio 1870 – Palermo, 5 gennaio 1929), è stato un nobile e politico italiano.

## Biografia
Nacque a Palermo il 9 gennaio 1870 da Giovanni e da Clementina di Napoli dei principi di Bonfornello, di cui era l'unico figlio. Fregiatosi del titolo di conte dal 1902, discendeva dall'antichissima dinastia nobiliare dei Trigona del ramo dei principi di Sant'Elia. Suo nonno paterno, Romualdo Trigona Gravina, VIII principe di Sant'Elia (1809-1877), e lo zio Domenico Trigona Naselli, IX principe di Sant'Elia (1828-1906), furono entrambi parlamentari del Regno d'Italia.
Nel 1895 sposò Giulia Mastrogiovanni Tasca Filangieri, figlia di Lucio, principe di Cutò (pertanto zia di Giuseppe Tomasi di Lampedusa), da cui ebbe due figlie, Clementina e Giovanna. Dopo il matrimonio, i due coniugi furono nominati gentiluomo e dama d'onore della principessa Elena del Montenegro, consorte di Vittorio Emanuele III di Savoia, carica che gli fu confermata anche alla salita al trono di questi nel 1900.
Amico personale di Ignazio Florio, questi contribuì alla sua elezione a sindaco di Palermo nell'aprile 1909. Mantenne la carica di primo cittadino del capoluogo siciliano fino al dicembre 1910.

### Il delitto Paternò-Trigona
Il matrimonio tra Romualdo e la moglie Giulia sembrava molto ben riuscito ed allietato dalla nascita di due figlie ma, quando la moglie  si ammalò di una lunga malattia, Romualdo si innamorò di Amelia Faraone, un'attrice di teatro della compagnia di Eduardo Scarpetta, da cui ebbe una figlia di nome Bianca nata il 5 maggio 1913.
Il tradimento venne scoperto dalla moglie. Ella, probabilmente risentita, nel 1909 conobbe il barone e tenente dei Cavalleggeri Vincenzo Paternò del Cugno, giovane militare e noto seduttore appartenente a una nobile famiglia decaduta, e con lui intrecciò una relazione adulterina. Il Paternò aveva dilapidato l'intero patrimonio di famiglia con donne e debiti di gioco e approfittava del sentimento che Giulia aveva per lui, per chiederle in continuazione denaro, inoltre aveva nemici tra le ex sedotte e i loro mariti, per cui il conte Romualdo venne informato del tradimento da numerose lettere anonime.
Lo scandalo divenne di dominio pubblico: la Regina  non volle più Giulia come dama di compagnia e il marito la cacciò di casa, chiedendo la separazione e impedendole di vedere nel modo più assoluto le due figlie.
Giulia andò a vivere da sola, però non tollerava la lontananza dalle figlie e per loro voleva chiedere perdono al marito affinché le concedesse di vederle; con questo obiettivo aveva intimato al suo ex-amante Vincenzo di non farsi più vivo per non creare motivi di rifiuto da parte del marito.
Ma Vincenzo non si rassegnava, la perseguitava e a furia di insistere riuscì a ottenere un appuntamento per poterle parlare
e salutarla un'ultima volta.
Giulia con molta ingenuità cedette e l'incontro, con il quale Giulia sperava di chiudere per sempre quella relazione, fu fissato per il 2 marzo del 1911 in un albergo a Roma, presso la stazione Termini. Vincenzo, appena Giulia entrò in camera, la pugnalò alle spalle con svariate coltellate e infine le squarciò la gola.  . Poi prese una pistola che aveva portato con sé e tentò il suicidio ma non ci riuscì, perché si ferì solo alla tempia. Rinvenuto agonizzante dal proprietario dell'albergo, venne salvato dai medici dell'ospedale dove fu trasportato. 
Alla povera Giulia, invece, non rimasero che le esequie, che si svolsero senza che nessun membro della famiglia o dell'aristocrazia partecipasse, per il grande scalpore che fece la vicenda a quel tempo. .
Una volta guarito, l'assassino venne processato e condannato all'ergastolo ma nel 1942, all'età di 62 anni, dopo più di 30 di reclusione, fu graziato dal Re, per intercessione di Mussolini.
Nuovamente libero, sposò la sua domestica, da cui ebbe anche un figlio.
Nel Museo criminologico di Roma, si conservano ancora vari corpi di reato: alcune  forcine, una ciocca insanguinata dei suoi capelli e il coltello da caccia usato dall'assassino.